# Симфонія № 4 (Брамс)
Симфо́нія № 4 ор. 98 Й. Брамса, мі мінор, написана 1885 року.
Складається з 4-х частин:
1. Allegro non troppo (мі мінор)
2. Andante moderato (мі мажор)
3. Allegro giocoso (до мажор)
4. Allegro energico e passionato (мі мінор)

Написана для подвійного складу симфонічного оркестру. Тривалість — 45–50 хв.